# Селин, Евгений Сергеевич
Евге́ний Серге́евич Се́лин (укр. Євген Сергійович Селін; род. 9 мая 1988, Новоайдар, Ворошиловградская область) — украинский футболист, защитник клуба ЮКСА. Играл за сборную Украины.

## Биография

### Клубная карьера
Занимается футболом с 12 лет, начинал в спортивной школе Алчевска, где на него обратил внимание А. Г. Шаповалов — тренер команды 1988 года рождения алчевской «Стали», который предложил Селину выступать за свою команду. Евгений согласился, однако, это не понравилось его родителям, поэтому переход пришлось отложить. Через полгода, уже летом, Шаповалов снова приехал к нему, с собой привёз экипировку и смог уговорить родителей разрешить молодому футболисту выступать за свою команду. После этого Селин поступил в специальный, формировавшийся из футболистов, класс, что давало возможность в дальнейшем совмещать занятия футболом с учёбой. В соревнованиях под эгидой ДЮФЛУ провёл 78 матчей, забил 14 мячей.
Выступал за второй состав «Стали», в основе провёл лишь одну игру в Кубке Украины. В «Металлист» перешёл в марте 2007 года. В чемпионате Украины дебютировал 8 марта 2009 года в матче «Львов» — «Металлист» (1:1).. В 2010 году на правах аренды перешёл в полтавскую «Ворсклу».
3 января 2013 года подписал пятилетний контракт с киевским «Динамо». 11 августа 2013 года в матче чемпионата Украины 2013/14 в рамках игры 5 тура против одесского «Черноморца» (1:2), Селин получил травму ноги, после которой не играл более чем полгода.
3 марта 2015 года отдан в аренду в харьковский «Металлист». В июле 2015 года отдан в аренду в греческий «Платаниас».
В декабре 2016, уже на правах свободного агента, подписал контракт с греческим клубом «Астерас».

### Карьера в сборной
В молодёжной сборной Украины дебютировал 5 февраля 2008 года в товарищеском матче Швеция — Украина (1:0).
Первый раз был вызван в национальную сборную Украины на сбор в октябре 2011 года — главный тренер сборной Олег Блохин искал футболиста на проблемную в сборной позицию левого защитника. 7 октября 2011 года в своем дебютном матче против сборной Болгарии (3:0) забил свой единственный гол в составе сборной. Участник чемпионата Европы 2012 года.

## Достижения
«Динамо» (Киев)
- Бронзовый призёр чемпионата Украины: 2012/13
- Обладатель Кубка Украины: 2013/14